# Тинкюр
Тинкюр (фр. Tienkour) — город (коммуна) в Мали, в округе Дире области Томбукту. Площадь города составляет 187 кв. км (около 93 кв. миль). Население по состоянию на 2009 год составляет 6 110 человек.